# Selenops marcanoi
Selenops marcanoi is een spinnensoort in de taxonomische indeling van de Selenopidae.
Het dier komt voor in het zuiden van de Dominicaanse Republiek.
Het dier behoort tot het geslacht Selenops. De wetenschappelijke naam van de soort werd voor het eerst geldig gepubliceerd in 1992 door G. G. Alayón.